# Tchetverikov ARK-3
Le Tchetverikov ARK-3 est un hydravion à coque conçu dans les années 1930 pour la reconnaissance et le transport en condition polaire. C'est un monoplan de conception mixte (fuselage métallique et ailes en bois) à aile haute et doté de deux moteurs à piston montés en tandem sur un pylône central au-dessus de la cabine de pilotage. Deux prototypes sont construits mais tous deux détruits lors d'essais en vol.

## Origine
Igor Tchetverikov conçoit entre 1928 et 1930 auprès du Glavsevmorpout le projet d'un hydravion de reconnaissance adapté aux conditions arctiques. Après validation par les autorités soviétiques, un premier prototype est construit et présenté pour essais en septembre 1936 à Sébastopol.

## Prototypes
- ARK-3-1 : prototype équipé de deux moteurs M-25 de 710 ch (530 kW). L'avion, malgré une vocation civile, est équipé de poste de tir à l'avant et en position dorsale. Il établit le 25 avril 1937 un record d'altitude international à 9 190 m avec 1 000 kg de charge utile. À la suite de ce record, la marine soviétique commande une pré-série de 5 appareils. Lors d'un amerrissage violent, le pylône de support des moteurs se rompt, entraînant la mort du pilote[3].
- ARK-3-2 : second prototype équipé de moteurs M-25A de  730 ch (545 kW), d'une coque allongée et de postes de tir fermés. Son premier vol a lieu en mai 1939. Un accident similaire à celui du ARK-3-1 entraîne l'abandon du programme[3].